# Glenelg
Glenelg − obszar na Marsie, w stronę którego zwrócił się należący do NASA łazik Curiosity po wylądowaniu w miejscu nazywanym Bradbury Landing. Na obszarze „Glenelg” łączą się trzy różne typy terenu. Wszystkie trzy typy terenów są obserwowane z orbity przez instrument HiRISE zamontowany na orbiterze Mars Reconnaissance Orbiter. Kierując tam Curiosity, można będzie badać ten obszar.
Jednym z trzech typów jest teren lekko stonowany, z dobrze rozwiniętymi warstwami, które prawdopodobnie stanowią depozyty materiałów osadowych. Innym rodzajem terenu są czarne pasy, które biegną przez obszar Glenelg i mogą stanowić dodatkowe warstwy przeplatane z warstwami lekko stonowanymi. Czarne pasy nie są łatwo widoczne z orbity i mają grubość rzędu około 1 metra. Oba typy warstw są dla łazika Curiosity ważnymi obiektami naukowymi.

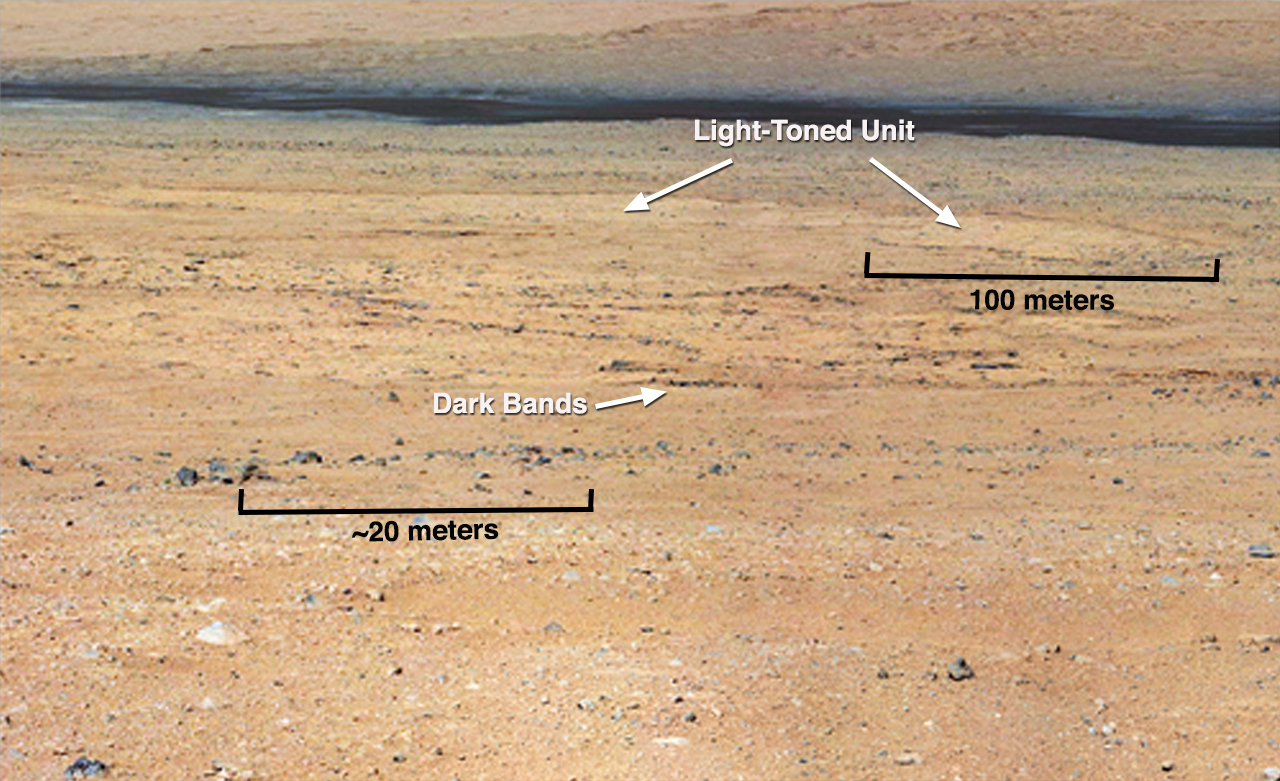
Obszar Glenelg„” widziany z miejsca „Bradbury Landing”
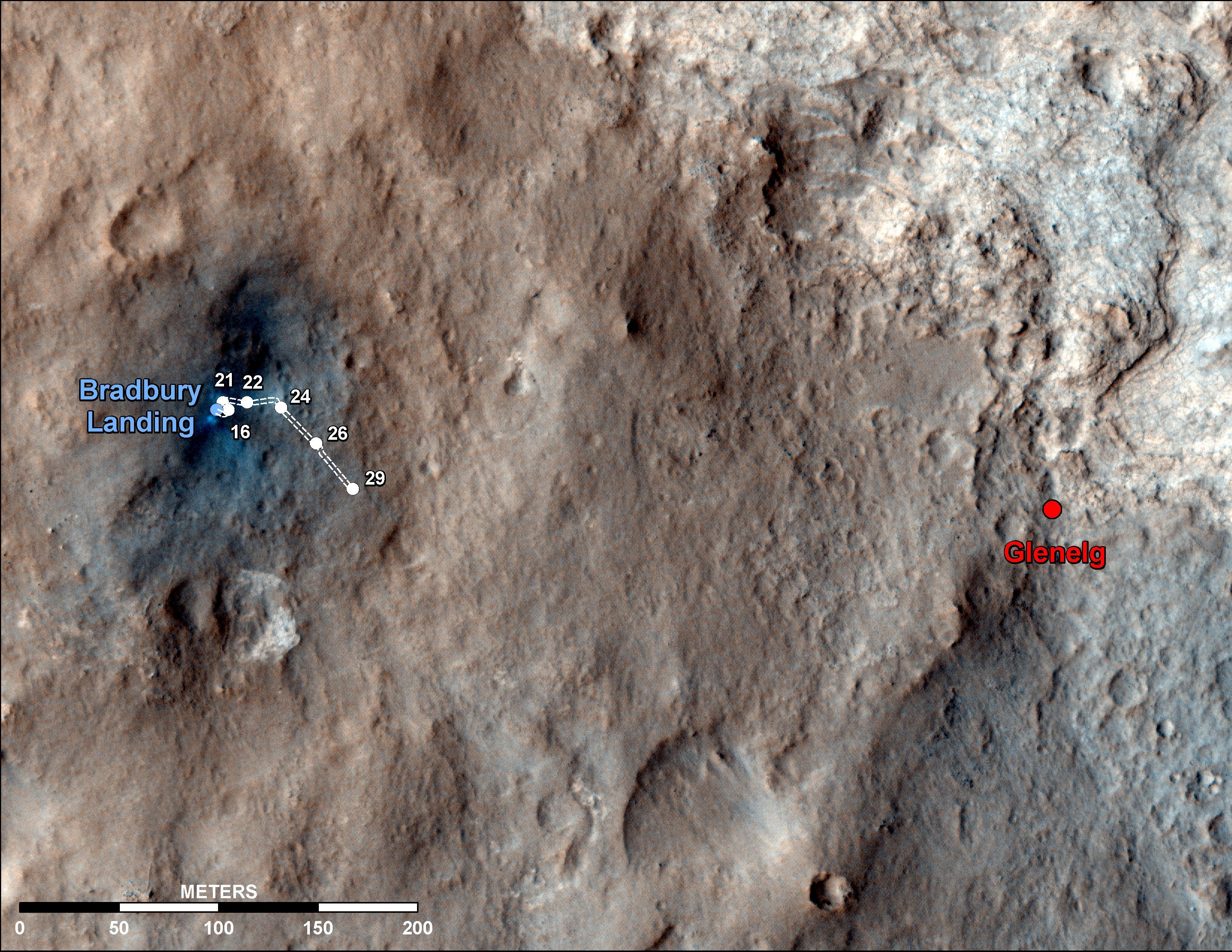
Wzajemne położenie miejsca lądowania łazika Curiosity „Bradbury Landing” i obszaru „Glenelg”
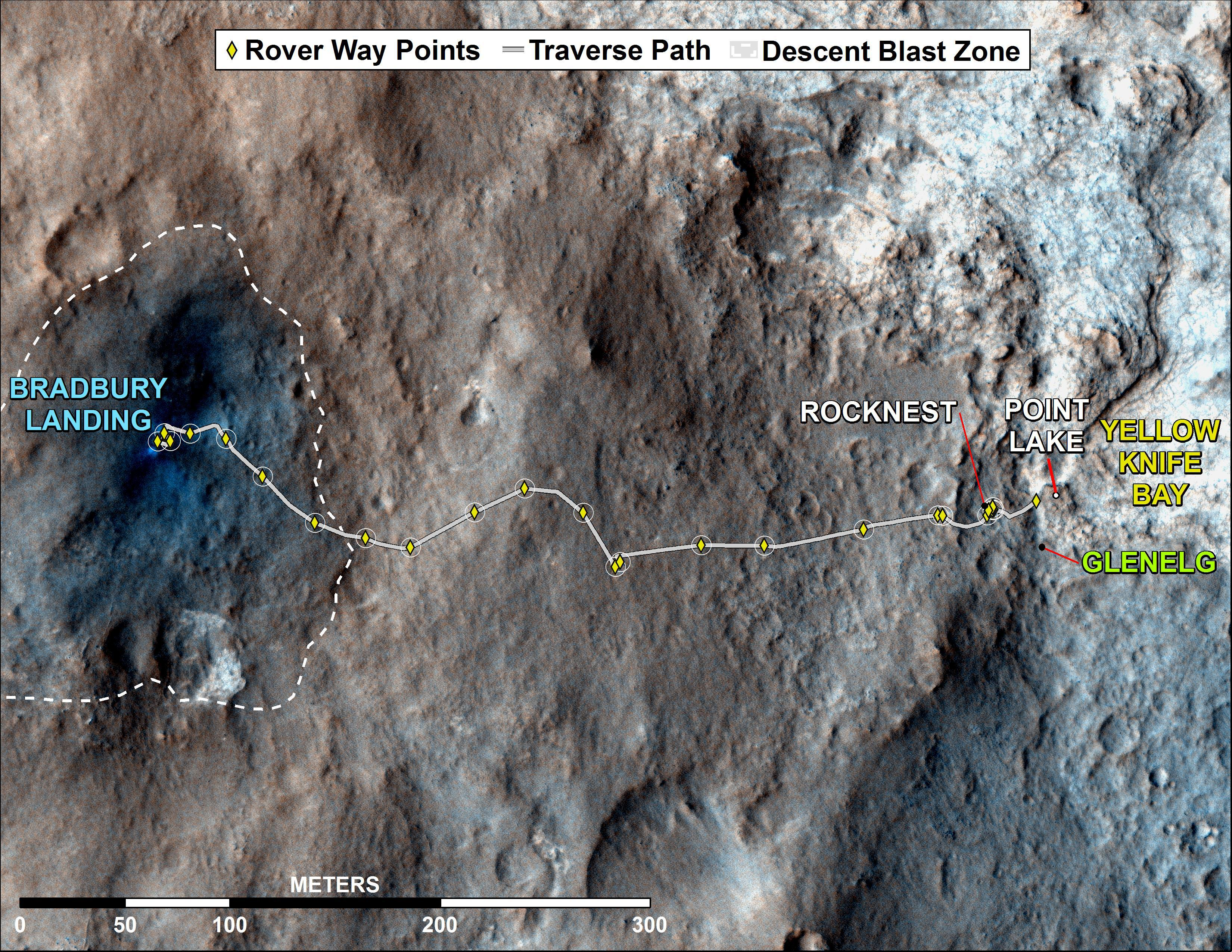
Wzajemne położenie miejsc Bradbury Landing, Rocknest i obszaru „Glenelg”
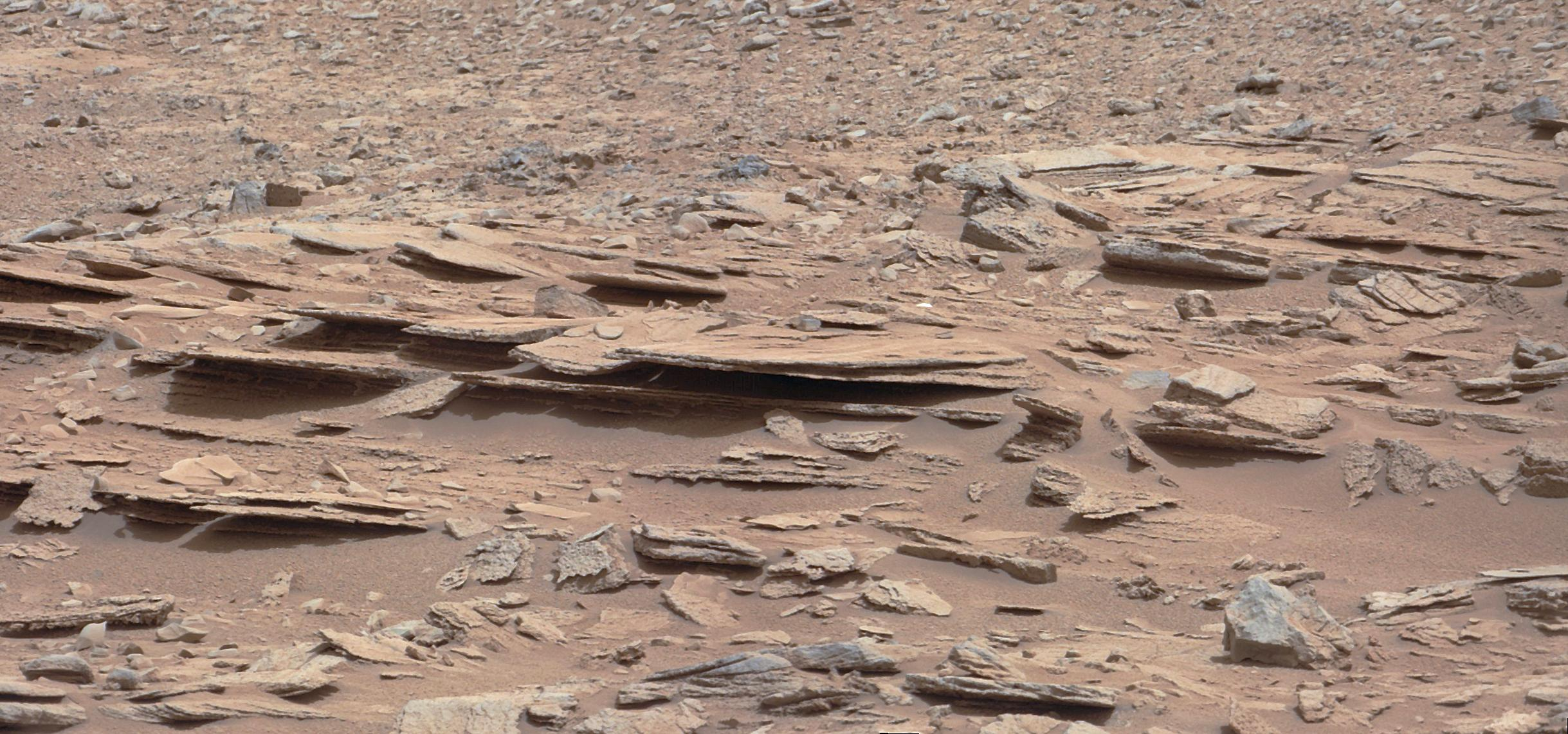
Obraz wychodni skalnej na obszarze „Glenelg”